# 格雷韋湖
49°0′S 73°56′W / 49.000°S 73.933°W

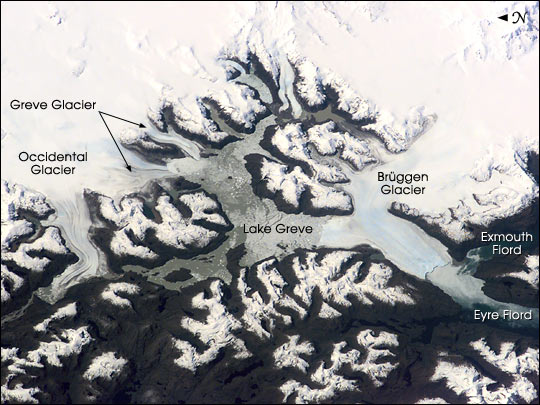

格雷韋湖（Greve Lake），是智利的湖泊，位於該國南部麥哲倫-智利南極大區，處於勞塔羅火山附近，面積240平方公里，海拔高度150米，湖水來自多道冰川。